# St. Mirren FC
St. Mirren FC (St. Mirren Football Club) je klub skotské Scottish Premiership, sídlící ve městě Paisley. St. Mirren FC patří k předním klubům Skotska. Klub byl založen roku 1877. Hřištěm klubu je St. Mirren Park s kapacitou 10 800 diváků.